# Santa Maria della Salute a Primavalle (titolo cardinalizio)
Santa Maria della Salute a Primavalle (in latino: Titulus Sanctæ Mariae Salutis in regione vulgo "Primavalle") è un titolo cardinalizio istituito da papa Paolo VI nel 1969. Il titolo insiste sulla chiesa di Santa Maria della Salute, sita nel quartiere Primavalle a Roma e sede parrocchiale dal 1960.
Dal 7 dicembre 2024 il titolare è il cardinale Francis Leo, arcivescovo metropolita di Toronto.

## Titolari
- George Bernard Flahiff, C.S.B. † (30 aprile 1969 - 22 agosto 1989 deceduto)
- Antonio Quarracino † (28 giugno 1991 - 28 febbraio 1998 deceduto)
- Jean Marcel Honoré † (21 febbraio 2001 - 28 febbraio 2013 deceduto)
- Kelvin Edward Felix † (22 febbraio 2014 - 30 maggio 2024 deceduto)
- Francis Leo, dal 7 dicembre 2024